# Rodzynki

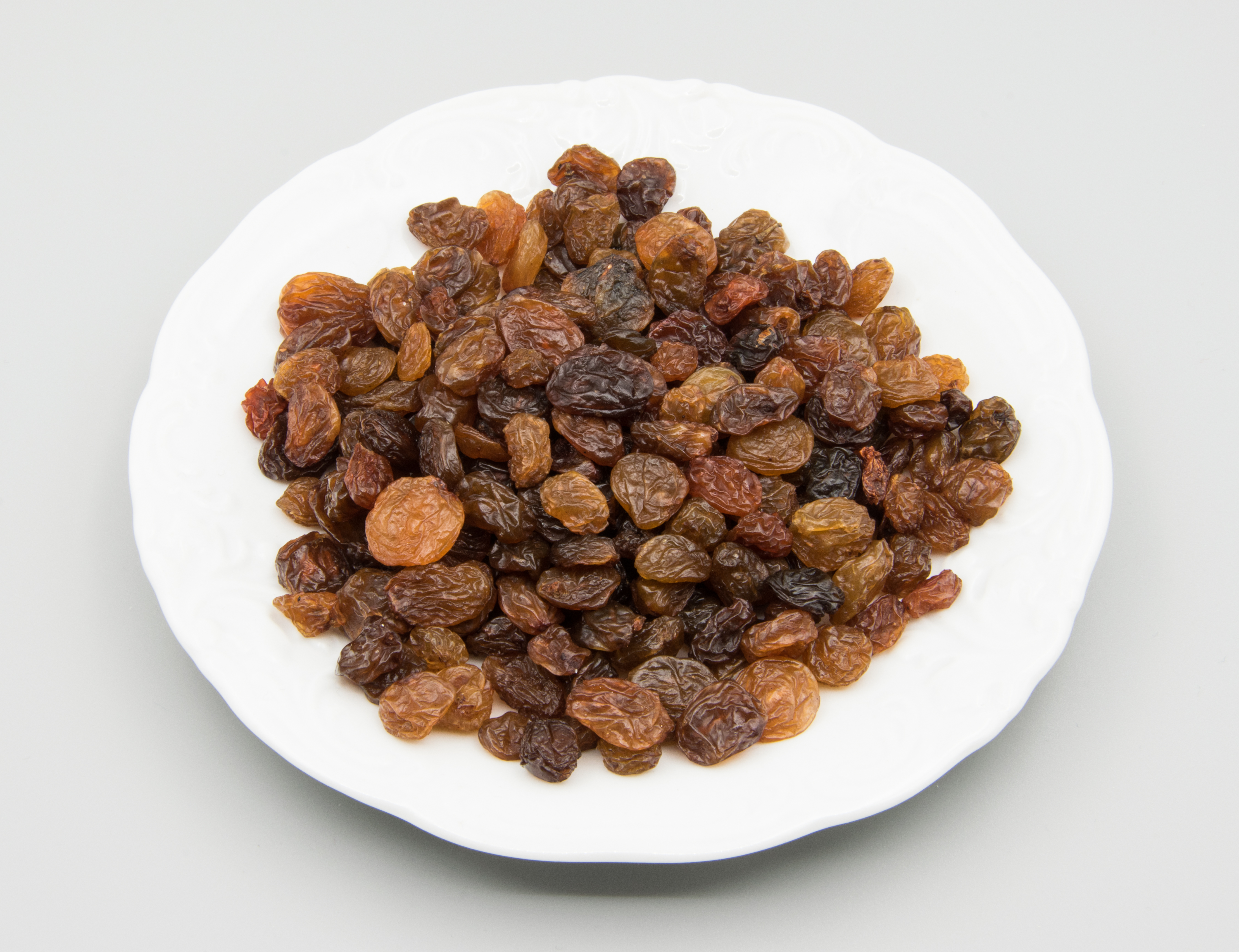
Rodzynki

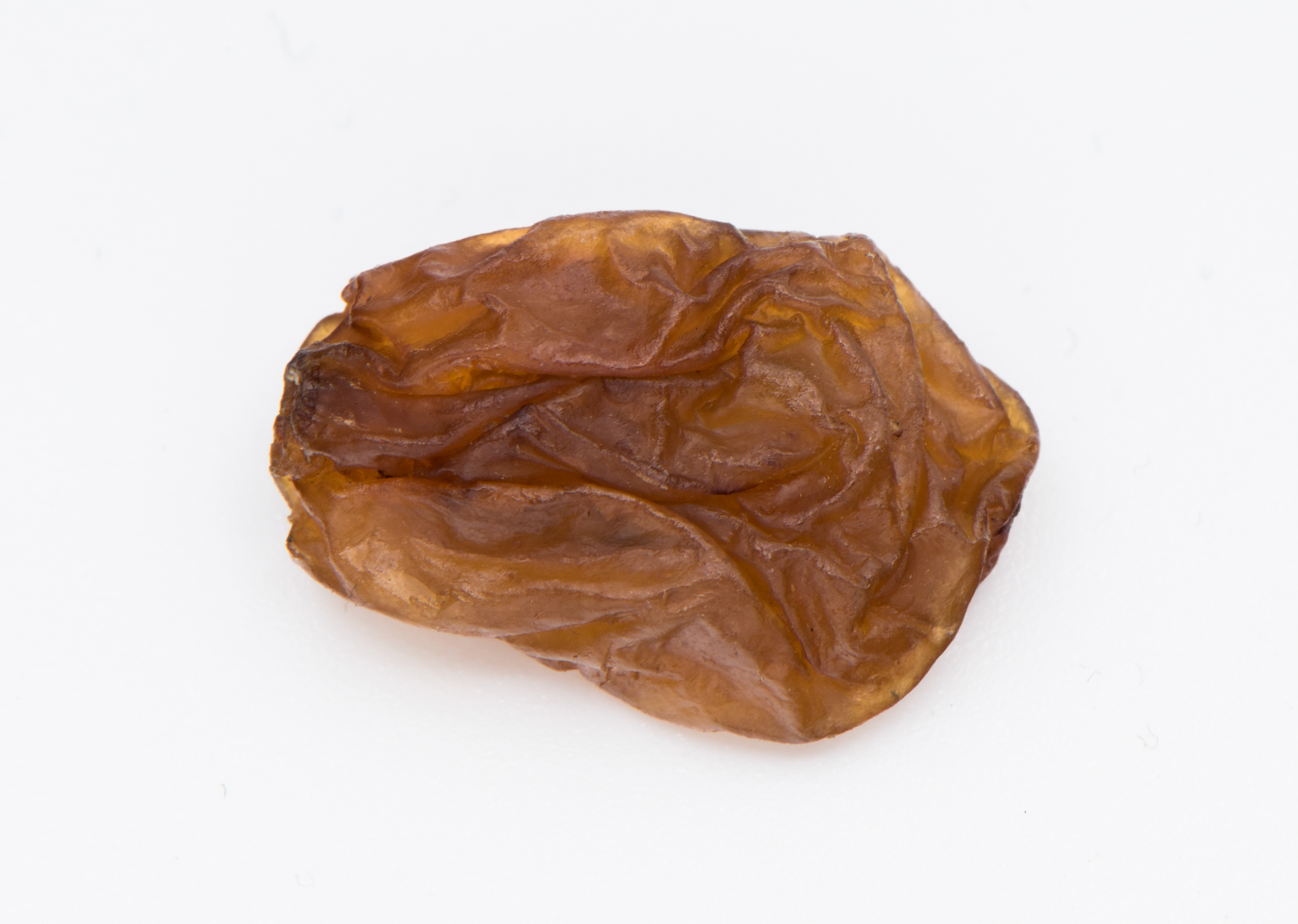
Jeden rodzynek

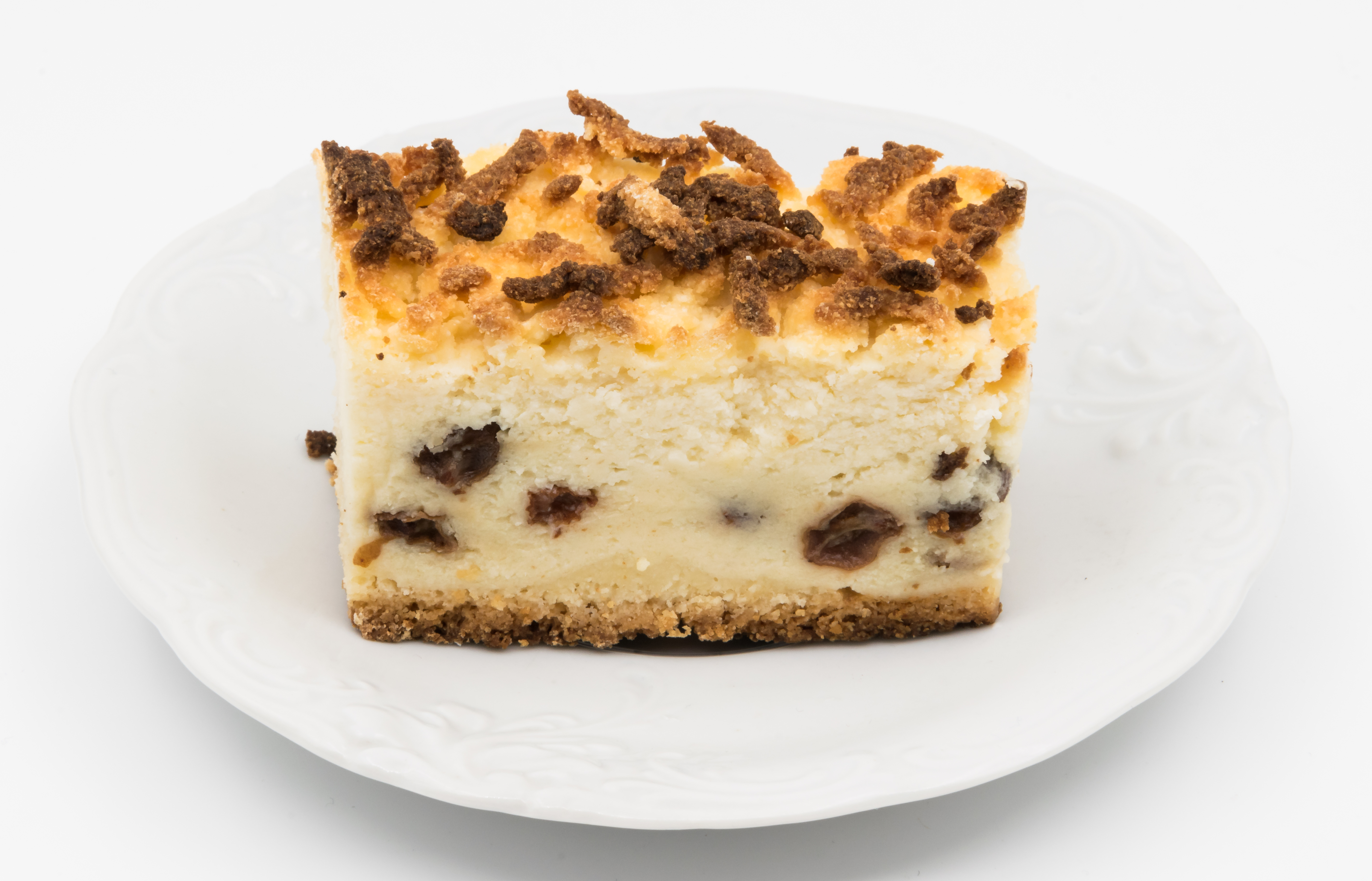
Sernik z rodzynkami

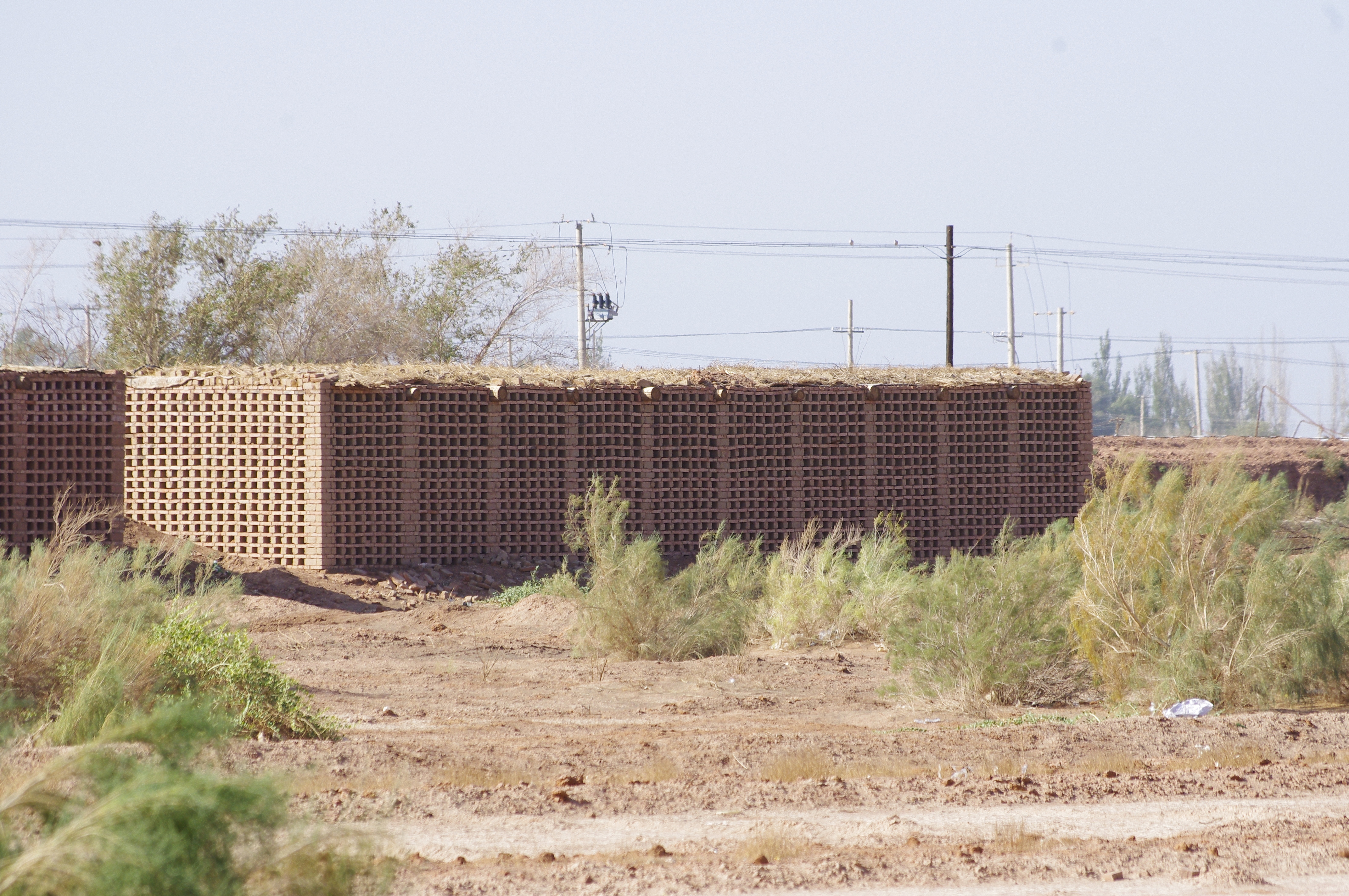
Suszarnia rodzynek w Turfanie w Chinach

Rodzynki (liczba pojedyncza rodzynek lub rodzynka) – suszone winogrona, zaliczane do bakalii. Mogą być spożywane surowe lub używane do pieczenia (np. ciast).

## Charakterystyka
Rodzynki są bardzo słodkie z powodu dużej koncentracji cukrów (55–70%; głównie fruktoza i dekstroza), a jeżeli są przechowywane przez długi czas, cukier krystalizuje się wewnątrz owocu. Staje się on przez to ziarnisty, ale nie zmienia to jego użyteczności. Aby zdekrystalizować cukier w rodzynkach, można je na krótki czas zanurzyć w płynie (alkoholu, soku owocowym, mleku lub gorącej wodzie) aby cukier rozpuścić.

## Odmiany, gospodarka
W zależności od szczepu winogron rozróżniane są rodzynki
- rodzynki smyrneńskie (duże, jasne, występujące w trzech gatunkach: sułtanki, damascenki i sułtanki perskie) – Turcja, Kalifornia, RPA, Australia;
- koryntki (małe, ciemne) ze szczepu Korinthiaki – Grecja, Kalifornia, RPA, Australia;
- cybeby (arab. zibiba), rodzynki o wydłużonym kształcie i z nasionami[5].

Znane są także rodzynki włoskie o zapachu muszkatołowym.
W celu wydłużenia okresu przydatności do spożycia zazwyczaj są konserwowane dwutlenkiem siarki, co jednak obniża ich wartość i może być zagrożeniem dla alergików.
Światowa produkcja rodzynków to 1,1 miliona ton (2005), z czego najwięcej produkują: Turcja 30%, USA 28%, Iran 13%, Grecja i Chile po 6%.